# Jurij Stiopkin
Jurij Wiktorowicz Stiopkin (ros. Юрий Викторович Стёпкин; ur. 15 października 1971 w Kursku) – rosyjski judoka.
Na Igrzyskach Olimpijskich w Sydney w 2000 zdobył brązowy medal w wadze półciężkiej (ex aequo z Francuzem Stéphanem Traineau). Ma w swoim dorobku również dwa medale mistrzostw Europy – złoty (Wrocław 2000) i brązowy (Oviedo 1998). Do jego osiągnięć należą również dwa medale uniwersjady – złoty (Fukuoka 1995) oraz brązowy (Palma de Mallorca 1999).
Sześciokrotnie był mistrzem Rosji (1995, 1997, 1998, 1999, 2001, 2002).